# Tour de France 1964
51. Tour de France rozpoczął się 22 czerwca w Rennes, a zakończył się 14 lipca 1964 roku w Paryżu. Wyścig składał się z 22 etapów. Cała trasa liczyła 4504 km. W klasyfikacji generalnej po raz piąty w karierze i czwarty z rzędu zwyciężył Francuz Jacques Anquetil. W klasyfikacji górskiej najlepszy był Hiszpan, Federico Bahamontes, w punktowej Holender Jan Janssen, a w klasyfikacji drużynowej zwyciężył zespół Pelforth. Najaktywniejszym kolarzem został Francuz Henry Anglade.

## Drużyny
W tej edycji TdF wzięło udział 12 drużyn:
- Saint-Raphaël-Geminiani-Dunlop
- Mercier-BP-Hutchinson
- Faema-Flandria
- Wiel's-Groene Leeuw
- Margnat-Paloma-Motul-Dunlop
- Carpano
- Pelforth-Sauvage-Lejeune-Wolber
- Ferrys
- GBC-Libertas
- IBAC-Molteni
- Kas
- Peugeot-BP-Englebert
- Solo-Terrot-Englebert

## Etapy

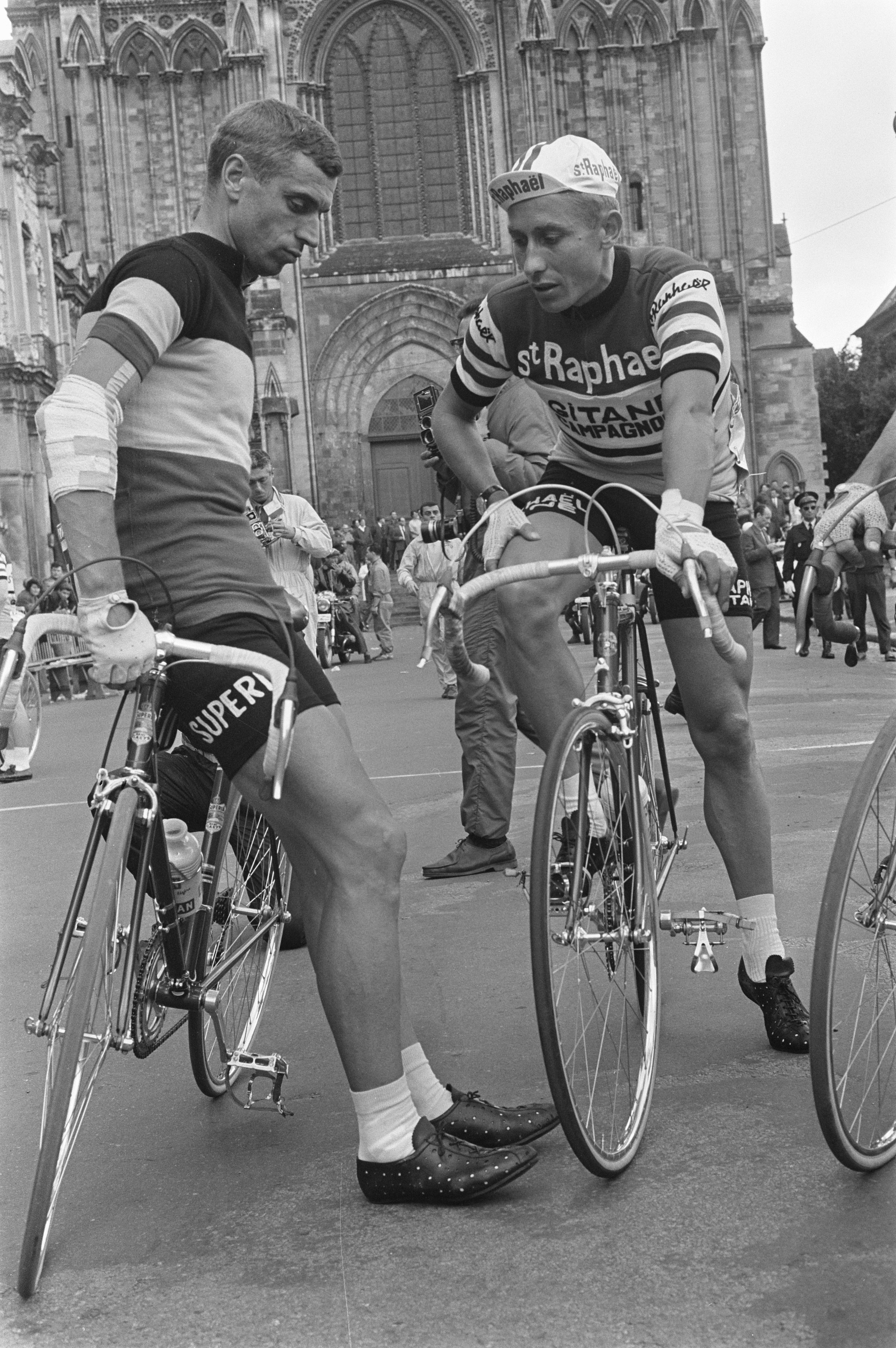
Wyjazd do Lisieux. Rik Van Looy w rozmowie z Jacques Anquetil

| Etap | Data       | Trasa                       | Dystans     | Zwycięzca                |
| ---- | ---------- | --------------------------- | ----------- | ------------------------ |
| 1    | 22 czerwca | Rennes – Lisieux            | 215,0 km    | Edward Sels              |
| 2    | 23 czerwca | Lisieux – Amiens            | 208,0 km    | André Darrigade          |
| 3A   | 24 czerwca | Amiens – Forest             | 196,5 km    | Bernard Van De Kerckhove |
| 3B   | 24 czerwca | Forest                      | TTT 21,3 km | Kas-Kaskol               |
| 4    | 25 czerwca | Forest – Metz               | 291,5 km    | Rudi Altig               |
| 5    | 26 czerwca | Metz – Fryburg              | 161,5 km    | Willy Derboven           |
| 6    | 27 czerwca | Fryburg – Besançon          | 200,0 km    | Henk Nijdam              |
| 7    | 28 czerwca | Besançon – Thonon-les-Bains | 195,0 km    | Jan Janssen              |
| 8    | 29 czerwca | Thonon-les-Bains – Briançon | 248,5 km    | Federico Bahamontes      |
| 9    | 30 czerwca | Briançon – Monako           | 239,0 km    | Jacques Anquetil         |
| 10A  | 1 lipca    | Monako – Hyères             | 187,5 km    | Jan Janssen              |
| 10B  | 1 lipca    | Hyères – Tulon              | ITT 20,8 km | Jacques Anquetil         |
| 11   | 2 lipca    | Tulon – Montpellier         | 250,0 km    | Edward Sels              |
| 12   | 3 lipca    | Montpellier – Perpignan     | 174,0 km    | Jo de Roo                |
| 13   | 4 lipca    | Perpignan – Andora          | 170,0 km    | Julio Jiménez            |
| 14   | 6 lipca    | Andora – Tuluza             | 186,0 km    | Edward Sels              |
| 15   | 7 lipca    | Tuluza – Luchon             | 203,0 km    | Raymond Poulidor         |
| 16   | 8 lipca    | Luchon – Pau                | 197,0 km    | Federico Bahamontes      |
| 17   | 9 lipca    | Peyrehorade – Bajonna       | ITT 42,6 km | Jacques Anquetil         |
| 18   | 10 lipca   | Bajonna – Bordeaux          | 187,0 km    | André Darrigade          |
| 19   | 11 lipca   | Bordeaux – Brive            | 215,5 km    | Edward Sels              |
| 20   | 12 lipca   | Brive – Puy de Dôme         | 237,5 km    | Julio Jiménez            |
| 21   | 13 lipca   | Clermont-Ferrand – Orlean   | 311,0 km    | Jean Stablinski          |
| 22A  | 14 lipca   | Orlean – Wersal             | 118,5 km    | Benoni Beheyt            |
| 22B  | 14 lipca   | Wersal – Paryż              | ITT 27,5 km | Jacques Anquetil         |

## Liderzy klasyfikacji po etapach
| Etap                 | Zwycięzca                | Klasyfikacja generalna   | Klasyfikacja punktowa | Klasyfikacja górska | Klasyfikacja drużynowa |
| -------------------- | ------------------------ | ------------------------ | --------------------- | ------------------- | ---------------------- |
| 1                    | Edward Sels              | Edward Sels              | Edward Sels           | Raymond Poulidor    | Wiel's                 |
| 2                    | André Darrigade          | Edward Sels              | Jan Janssen           | Robert Poulot       | Wiel's                 |
| 3a                   | Bernard Van De Kerckhove | Bernard Van De Kerckhove | Jan Janssen           | Robert Poulot       | Solo                   |
| 3b                   | Kas-Kaskol               | Bernard Van De Kerckhove | Jan Janssen           | Robert Poulot       | Kas-Kaskol             |
| 4                    | Rudi Altig               | Bernard Van De Kerckhove | Rudi Altig            | Julio Jiménez       | Pelforth               |
| 5                    | Willy Derboven           | Rudi Altig               | Rudi Altig            | Rudi Altig          | Pelforth               |
| 6                    | Henk Nijdam              | Rudi Altig               | Rudi Altig            | Rudi Altig          | Pelforth               |
| 7                    | Jan Janssen              | Rudi Altig               | Jan Janssen           | Julio Jiménez       | Pelforth               |
| 8                    | Federico Bahamontes      | Georges Groussard        | Jan Janssen           | Julio Jiménez       | Pelforth               |
| 9                    | Jacques Anquetil         | Georges Groussard        | Jan Janssen           | Federico Bahamontes | Pelforth               |
| 10a                  | Jan Janssen              | Georges Groussard        | Jan Janssen           | Federico Bahamontes | Pelforth               |
| 10b                  | Jacques Anquetil         | Georges Groussard        | Jan Janssen           | Federico Bahamontes | Pelforth               |
| 11                   | Edward Sels              | Georges Groussard        | Jan Janssen           | Federico Bahamontes | Pelforth               |
| 12                   | Jo de Roo                | Georges Groussard        | Jan Janssen           | Federico Bahamontes | Pelforth               |
| 13                   | Julio Jiménez            | Georges Groussard        | Jan Janssen           | Federico Bahamontes | Pelforth               |
| 14                   | Edward Sels              | Georges Groussard        | Rudi Altig            | Federico Bahamontes | Pelforth               |
| 15                   | Raymond Poulidor         | Georges Groussard        | Jan Janssen           | Federico Bahamontes | Pelforth               |
| 16                   | Federico Bahamontes      | Georges Groussard        | Jan Janssen           | Federico Bahamontes | Pelforth               |
| 17                   | Jacques Anquetil         | Jacques Anquetil         | Jan Janssen           | Federico Bahamontes | Pelforth               |
| 18                   | André Darrigade          | Jacques Anquetil         | Jan Janssen           | Federico Bahamontes | Pelforth               |
| 19                   | Edward Sels              | Jacques Anquetil         | Jan Janssen           | Federico Bahamontes | Pelforth               |
| 20                   | Julio Jiménez            | Jacques Anquetil         | Jan Janssen           | Federico Bahamontes | Pelforth               |
| 21                   | Jean Stablinski          | Jacques Anquetil         | Jan Janssen           | Federico Bahamontes | Pelforth               |
| 22a                  | Benoni Beheyt            | Jacques Anquetil         | Jan Janssen           | Federico Bahamontes | Pelforth               |
| 22b                  | Jacques Anquetil         | Jacques Anquetil         | Jan Janssen           | Federico Bahamontes | Pelforth               |
| Klasyfikacja końcowa | Klasyfikacja końcowa     | Jacques Anquetil         | Jan Janssen           | Federico Bahamontes | Pelforth               |

## Klasyfikacje końcowe

### Klasyfikacja generalna
| Pozycja | Zawodnik            | Drużyna       | Czas          |
| ------- | ------------------- | ------------- | ------------- |
| 1.      | Jacques Anquetil    | Saint-Raphaël | 127 h 09' 44" |
| 2.      | Raymond Poulidor    | Mercier       | +55"          |
| 3.      | Federico Bahamontes | Margnat       | +4' 44"       |
| 4.      | Henry Anglade       | Pelforth      | +6' 42"       |
| 5.      | Georges Groussard   | Pelforth      | +10' 34"      |
| 6.      | André Foucher       | Pelforth      | +10' 36"      |
| 7.      | Julio Jiménez       | KAS           | +12' 13"      |
| 8.      | Gilbert Desmet      | Wiel's        | +12' 17"      |
| 9.      | Hans Junkermann     | Wiel's        | +14' 02"      |
| 10.     | Vittorio Adorni     | Salvarani     | +14' 19"      |

### Klasyfikacja punktowa
| Pozycja | Zawodnik         | Drużyna       | Punkty |
| ------- | ---------------- | ------------- | ------ |
| 1.      | Jan Janssen      | Pelforth      | 208    |
| 2.      | Ward Sels        | Solo          | 199    |
| 3.      | Rudi Altig       | Saint-Raphaël | 165    |
| 4.      | Gilbert Desmet   | Wiel's        | 147    |
| 5.      | Raymond Poulidor | Mercier       | 133    |

### Klasyfikacja górska
| Pozycja | Zawodnik            | Drużyna  | Punkty |
| ------- | ------------------- | -------- | ------ |
| 1.      | Federico Bahamontes | Margnat  | 173    |
| 2.      | Julio Jiménez       | KAS      | 167    |
| 3.      | Raymond Poulidor    | Mercier  | 90     |
| 4.      | Hans Junkermann     | Wiel's   | 47     |
| 5.      | Henri Anglade       | Pelforth | 44     |

### Klasyfikacja drużynowa
| Pozycja | Drużyna             | Czas          |
| ------- | ------------------- | ------------- |
| 1.      | Pelforth            | 381 h 33' 36" |
| 2.      | Wiel's-Groene Leeuw | +30' 24"      |
| 3.      | Saint-Raphaël       | +30' 52"      |
| 4.      | Margnat             | +53' 09"      |
| 5.      | KAS                 | +1h 07' 34"   |